# Temple en planches
Le Temple en planches (en hongrois : Deszkatemplom) est un temple calviniste en bois, de style transylvanien, situé à Miskolc.